# Ја нисам одавле
Ја нисам одавле је први албум групе The No Smoking Orchestra, састављене од музичара које је око себе окупио др Неле Карајлић у Београду. Негдје у исто вријеме је и Сејо Сексон окупио музичаре и објавио 1997. године свој први студијски албум „Филџан Вишка“ под истим именом групе (годину прије је објавио и компилацију старих хитова). Ово је уједно и последњи албум који је група др Нелета Карајлића објавила под овим именом. Након овог албума, уз промјену жанра музике, промијењено је и име групе у Но смокинг оркестра.

## Песме на албуму
- Спот за насловну нумеру је сниман близу Победника на Калемегдану.Гиле шампион
- Три ратна хавера
- Летимо заједно
- Нема нигде никога
- Ја нисам одавле
- Она није ту
- Жени нам се Вукота
- Од историјског АВНОЈ-а
- Сто начина
- Зока ја сам трудна
- Љубав удара тамо где не треба и кад јој се човек најмање нада
- Одлази воз

## Топ листе
| Листа           | Највиша позиција |
| --------------- | ---------------- |
| Радио ТВ ревија | 1                |